# قرار مجلس الأمن التابع للأمم المتحدة رقم 1045
قرار مجلس الأمن التابع للأمم المتحدة 1045 ، الذي اتخذ بالإجماع في 8 فبراير 1996 ، بعد إعادة تأكيد القرار 696 (1991) وجميع القرارات اللاحقة بشأن أنغولا ، ناقش المجلس تنفيذ بروتوكول لوساكا، ومدد ولاية بعثة الأمم المتحدة الثالثة للتحقق في أنغولا حتى 8 مايو 1996.

## وصلات خارجية
- Text of the Resolution at undocs.org